# Frontipoda americana
Frontipoda americana är en kvalsterart som beskrevs av Marshall 1914. Frontipoda americana ingår i släktet Frontipoda och familjen Oxidae. Inga underarter finns listade i Catalogue of Life.